# Anthelme Roselli-Mollet
Anthelme Roselli-Mollet est un homme politique français né le 12 février 1796 à Belley (Ain) et mort le 15 avril 1886 à Belley.

## Biographie
Fils de Jean Luc Anthelme Mollet, ancien député, il est avocat à Belley. Opposant à la monarchie de Juillet, il est commissaire du gouvernement provisoire dans l'Ain en 1848. Il est député de l'Ain de 1849 à 1851, siégeant au groupe d'extrême gauche de la Montagne. Il est le père de Luc Roselli-Mollet, député de l'Ain sous la Troisième République.